# Petrow
Petrow oder Petroff ist ein russischer, bulgarischer und ukrainischer Familienname.

## Varianten
Die weibliche Variante ist Petrowa. Weitere Varianten sind lettisch Petrovs sowie Petrov.

## Herkunft und Bedeutung
Er ist verwandt mit dem Vornamen Pjotr und entspricht somit dem deutschen Namen Peters. Er nimmt den zehnten Platz in der Liste russischer Nachnamen nach Häufigkeit ein.

## Namensträger

### A
- Alexander Alexandrowitsch Petrow (Fußballspieler) (1893–1942), russischer Fußballspieler
- Alexander Alexandrowitsch Petrow (Mathematiker) (1934–2011), sowjetischer bzw. russischer Mathematiker
- Alexander Andrejewitsch Petrow (Schauspieler) (* 1989), russischer Schauspieler
- Alexander Andrejewitsch Petrow (Eishockeyspieler) (* 1993), russischer Eishockeyspieler
- Alexander Dmitrijewitsch Petrow (1794–1867), russischer Schachspieler
- Alexander Dmitrijewitsch Petrow (Chemiker) (1895–1964), sowjetischer Chemiker
- Alexander Dmitrijewitsch Petrow (Eiskunstläufer) (* 1999), russischer Eiskunstläufer
- Alexander Iwanowitsch Petrow (1828–1899), russischer Marineoffizier und Forschungsreisender
- Alexander Konstantinowitsch Petrow (* 1957), russischer Animationsfilmregisseur
- Alexander Pawlowitsch Petrow (1939–2001), sowjetischer Basketballspieler
- Alexander Petrowitsch Petrow (1876–1941), russischer Ringer
- Alexander Sergejewitsch Petrow (Eishockeyspieler) (* 1996), russisch-kirgisischer Eishockeyspieler
- Alexander Trofimowitsch Petrow (1925–1972), sowjetischer Fußballspieler
- Alexander Wassiljewitsch Petrow (1888–1942), sowjetischer Architekt
- Alexander Wladimirowitsch Petrow (* 1986), russischer Weitspringer
- Alexei Petrow (Skispringer), sowjetischer Skispringer
- Alexei Alexandrowitsch Petrow (* 1974), russischer Gewichtheber
- Alexei Sinowjewitsch Petrow (1910–1972), sowjetischer Mathematiker und Theoretischer Physiker
- Alexei Stepanowitsch Petrow (1937–2009), sowjetischer Radrennfahrer
- Alexei Wladimirowitsch Petrow (* 1983), russischer Eishockeyspieler
- Anatoli Alexandrowitsch Petrow (1913–1992), sowjetischer Chemiker
- Anatoli Wassiljewitsch Petrow (1929–2014), sowjetischer Leichtathlet
- Andon Petrow (* 1955), bulgarischer Radsportler
- Andrej Petrow (Leichtathlet) (* 1986), usbekischer Marathonläufer
- Andrei Alexejewitsch Petrow (1919–1990), sowjetischer Schauspieler
- Andrei Nikolajewitsch Petrow (1811–1878), russischer Generalleutnant
- Andrei Pawlowitsch Petrow (1930–2006), russischer Komponist
- Andrij Petrow (* 1971), ukrainischer Kanute

### B
- Bogomil Petrow (* 1939), bulgarischer Gewichtheber
- Boris Nikolajewitsch Petrow (1913–1980), sowjetischer Kybernetiker

### C
- Christa Petroff-Bohne (* 1934), deutsche Formgestalterin
- Christijan Petrow (* 2002), bulgarischer Fußballspieler

### D
- Danail Petrow (* 1978), bulgarischer Radrennfahrer
- Daniel Petrow (Boxer) (* 1971), bulgarischer Boxer
- Daniel Petrow Bogomilow (* 1982), bulgarischer Radrennfahrer
- Denis Alexejewitsch Petrow (* 1968), russischer Eiskunstläufer
- Dimitar Petrow (Regisseur) (* 1924), bulgarischer Regisseur
- Dimitar Petrow (Ruderer) (* 1958), bulgarischer Ruderer
- Dimitar Petrow (Künstler) (* 1969), bulgarischer Künstler
- Dimitri Petrow (Skilangläufer) (1932–2020), bulgarischer Skilangläufer
- Dmitri Konstantinowitsch Petrow (1872–1925), russischer Philologe und Mediävist
- Dinko Petrow (* 1935), bulgarischer Ringer
- Dmitri Jurjewitsch Petrow (* 1982), russischer Sprinter

### E
- Eduard Petrow (* 1963), sowjetischer Schwimmer

### F
- Fjodor Fjodorowitsch Petrow (1902–1978), sowjetischer Artilleriekonstrukteur

### G
- Genadi Petrow (* 1981), bulgarisch-portugiesischer Fußballspieler und -trainer
- Georgi Petrow (Judoka) (* 1954), bulgarischer Judoka
- Georg Petrow (Fußballspieler) (* 1974), bulgarischer Fußballspieler
- Georgi Petrow (Badminton) (* 1980), bulgarischer Badmintonspieler
- Georgi Petrow (Eishockeyspieler) (* 1988), kasachischer Eishockeyspieler
- Georgi Iwanowitsch Petrow (1912–1987), sowjetischer Ingenieur
- Gjortsche Petrow (1865–1921), bulgarisch-mazedonischer Revolutionär

### I
- Igor Petrow (* 1964), ukrainischer Fußballspieler
- Ilija Petrow (1903–1975), bulgarischer Maler
- Iwailo Petrow (1923–2005), bulgarischer Schriftsteller und Maler
- Iwajlo Petrow (* 1973), bulgarischer Fußballspieler
- Iwan Petrow (Ataman) (16. Jahrhundert), russischer Forschungsreisender
- Iwan Petroff (Sänger) (1899–1963), bulgarisch-US-amerikanischer Opernsänger
- Iwan Petrow (Fußballspieler) (* 1951), bulgarischer Fußballspieler
- Iwan Fjodorowitsch Petrow (1897–1994), russischer Testpilot und Hochschullehrer
- Iwan Iwanowitsch Petrow (1920–2003), sowjetischer Opernsänger
- Iwan Jefimowitsch Petrow (1896–1958), sowjetischer General
- Iwo Petrow (* 1948), bulgarischer Diplomat

### J
- Jasen Petrow (* 1968), bulgarischer Fußballspieler
- Jewgeni Petrow (Leichtathlet) (1888–??), russischer Leichtathlet
- Jewgeni Petrow, Pseudonym von Jewgeni Petrowitsch Katajew (1903–1942), sowjetischer Schriftsteller
- Jewgeni Alexandrowitsch Petrow (* 1938), russischer Sportschütze
- Jewgeni Alexejewitsch Petrow (* 1998), russischer Ruderer
- Jewgeni Stepanowitsch Petrow (1900–1942), sowjetischer Raketeningenieur und Designer
- Jewgeni Wladimirowitsch Petrow (* 1978), russischer Radrennfahrer
- Juri Petrow (Bandyspieler), sowjetischer Bandyspieler
- Juri Alexandrowitsch Petrow (* 1955), russischer Historiker
- Juri Anatoljewitsch Petrow (* 1984), russischer Eishockeyspieler

### K
- Kirill Andrejewitsch Petrow (* 1990), russischer Eishockeyspieler
- Kirillo Petrow (* 1990), ukrainischer Fußballspieler
- Konstantin Petrow (* 1964), sowjetischer Schwimmer
- Kusma Sergejewitsch Petrow-Wodkin (1878–1939), russischer Maler

### L
- Ljubomir Petrow (* 1954), bulgarischer Ruderer

### M
- Marian Petrow (* 1975), bulgarischer Schachspieler
- Martin Petrow (Fußballspieler) (* 1979), bulgarischer Fußballspieler
- Martin Petrow (Schriftsteller) (* 1999), bulgarischer Schriftsteller
- Martin Petrow (Schachspieler) (* 2000), bulgarischer Schachspieler
- Matwei Petrow (* 1990), albanisch-russischer Turner
- Maxim Wjatscheslawowitsch Petrow (* 2001), russischer Fußballspieler
- Michail Petrow (Ruderer) (* 1958), bulgarischer Ruderer
- Michail Petrow (Gewichtheber) (1965–1993), bulgarischer Gewichtheber
- Michail Petrowitsch Petrow (1898–1941), sowjetischer General

### N
- Nikita Wassiljewitsch Petrow (* 1957), russischer Historiker
- Nikolai Arnoldowitsch Petrow (1943–2011), russischer Pianist und Klavierpädagoge
- Nikolai Makarowitsch Petrow (1892–1959), russischer Fotograf
- Nikolai Pawlowitsch Petrow (1836–1920), russischer Ingenieur
- Nikolaj Petrow (Eishockeyspieler) (* 1957), bulgarischer Eishockeyspieler
- Nikolaj Petrow (Politiker) (* 1959), bulgarischer Generalmajor und Politiker
- Nikolaj Petrow (Schiedsrichter) (* 1968), bulgarischer Fußballschiedsrichter
- Nikolaj Petrow (Handballspieler) (* 2002), bulgarischer Handballspieler

### O
- Oleg Jurjewitsch Petrow (* 1967), russischer Bobfahrer
- Oleg Wiktorowitsch Petrow (* 1971), russischer Eishockeyspieler
- Olexandr Petrow (* 1986), ukrainischer Handballspieler

### P
- Pawel Petrow (Boxer), bulgarischer Boxer
- Pawel Petrow (Sänger), belarussischer Sänger (Tenor)
- Pawel Georgijewitsch Petrow (* 1995), russischer Skilangläufer
- Pawel Pawlowitsch Petrow (* 1987), russischer Kanute
- Petar Petrow (Schachspieler) (1919–2005), bulgarischer Schachspieler
- Petar Petrow (Leichtathlet) (* 1955), bulgarischer Leichtathlet
- Petar Petrow (Fußballspieler) (* 1961), bulgarischer Fußballspieler
- Petar Petrow (Radsportler) (* 1966), bulgarischer Radrennfahrer
- Petar Petrow (Gewichtheber) (* 1974), bulgarischer Gewichtheber
- Peter Petroff (auch Petar Petrov; 1919–2003), bulgarisch-US-amerikanischer Ingenieur, Erfinder und Abenteurer
- Peter Petrowitsch Petrow, Taufname von Abraham Petrowitsch Hannibal (um 1696–1781), Prinz von Eritrea und Gouverneur von Reval

### R
- Radoswet Petrow (* 1993), bulgarischer Eishockeytorwart
- Raiko Petrow (1930–2011), bulgarischer Ringertrainer und Sportwissenschaftler
- Ratscho Petrow (1861–1942), bulgarischer Politiker, General und Ministerpräsident
- Robert Petrow (* 1978), mazedonischer Fußballspieler
- Rusi Petrow (1944–2023), bulgarischer Ringer

### S
- Sergei Andrejewitsch Petrow (* 1991), russischer Fußballspieler
- Sergei Sergejewitsch Petrow (1895–1965), russischer bzw. sowjetischer Schauspieler
- Simeon Petrow (* 2000), bulgarischer Fußballspieler
- Stanislaw Jewgrafowitsch Petrow (1939–2017), Der Mann, der den Atomkrieg verhinderte, russischer Oberstleutnant
- Stefan Petrow (* 1936), bulgarischer Ringer
- Stefan Petrow (Schauspieler) (* 1909), bulgarischer Schauspieler
- Stilijan Petrow (* 1979), bulgarischer Fußballspieler
- Stojan Petrow (* 1956), bulgarischer Radrennfahrer
- Swetoslaw Petrow (* 1978), bulgarischer Fußballspieler

### T
- Todor Petrow (Politiker) (1878–1924), bulgarischer Politiker
- Todor Petrow (Leichtathlet) (* 2004), bulgarischer Kugelstoßer

### W
- Wadim Iwanowitsch Petrow (1931–2009), sowjetisch-russischer Testpilot
- Waleri Petrow (1920–2014), bulgarischer Schriftsteller, Dramatiker, Dichter, Drehbuchautor und Übersetzer
- Wassili Iwanowitsch Petrow (1917–2014), sowjetischer Militär, Marschall der Sowjetunion
- Wassili Petrowitsch Petrow (1869–1929), russischer General
- Wassili Stepanowitsch Petrow (1922–2003), sowjetischer Generalleutnant, Held der Sowjetunion
- Wassili Terentjewitsch Petrow (1877–1923), russischer bzw. sowjetischer Serienmörder, siehe Wassili Iwanowitsch Komarow
- Wassili Wladimirowitsch Petrow (1761–1834), russischer Physiker und Chemiker
- Wenzislaw Petrow (* 1951), bulgarischer Fußballspieler
- Wiktor Petrow (Schriftsteller) (1894–1969), ukrainischsprachiger sowjetischer Schriftsteller (bekannt unter dem Pseudonym „W. Domontowytsch“)
- Wiktor Petrow (Boxer) (* 1996), ukrainischer Boxer im Halbweltergewicht
- Witali Alexandrowitsch Petrow (* 1984), russischer Automobil-Rennfahrer
- Wjatscheslaw Wjatscheslawowitsch Petrow (1912–2003), sowjetischer Ingenieurwissenschaftler
- Wladimir Petrow (Radsporttrainer), sowjetischer Radsporttrainer
- Wladimir Petrow (Schachspieler) (* 1999), bulgarischer Schachspieler
- Wladimir Michailowitsch Petrow (Regisseur) (1896–1966), sowjetischer Filmregisseur
- Wladimir Michailowitsch Petrow (Diplomat) (1907–1991), sowjetischer Diplomat
- Wladimir Pawlowitsch Petrow (* 1940), sowjetischer Fußballspieler
- Wladimir Wiktorowitsch Petrow (* 1932), sowjetischer Ruderer
- Wladimir Wladimirowitsch Petrow (1947–2017), russischer Eishockeyspieler
- Wsewolod Nikolajewitsch Petrow (1912–1978), sowjetischer Kunsthistoriker und Autor